# Mona Keijzer
Mona Keijzer, née le 9 octobre 1968 à Edam, est une femme politique néerlandaise. Membre de l'Appel chrétien-démocrate (CDA), elle est députée de 2012 à 2017 puis en 2021, et secrétaire d'État aux Affaires économiques et à la Politique climatique de 2017 à 2021. Elle rejoint le Mouvement agriculteur–citoyen (BBB) en 2023 et est vice-Première ministre et ministre du Logement et de l'Aménagement du territoire depuis le 2 juillet 2024.

## Biographie
Mona Keijzer est diplômée en droit de l'université d'Amsterdam.
Elle est membre du conseil municipal de Waterland de 1996 à 2002 puis wethouder (nl) (échevin) de 1998 à 2006. Elle travaille comme avocate et médiatrice de 2005 à 2006. Elle est wethouder de la commune voisine de Purmerend de 2007 à 2012,.
En 2012, elle est candidate à la direction de l'Appel chrétien-démocrate (CDA) pour être tête de liste du parti aux prochaines élections législatives. Elle figure finalement en deuxième position, derrière Sybrand van Haersma Buma. Élue députée à la Seconde Chambre des États généraux, elle s'implique sur les sujets liés aux soins de longue durée (personnes âgées et handicapées), puis comme porte-parole concernant les soins hospitaliers, l'asile et la politique de migration et d'intégration,.
Elle est réélue en 2017. Le 26 octobre 2017, elle est nommée secrétaire d'État aux Affaires économiques et à la Politique climatique dans le troisième cabinet de Mark Rutte. À ce titre, elle est responsable de la politique des consommateurs, des petites et moyennes entreprises, des télécommunications, de la poste et de la régulation du marché.
Dans une déclaration commune d'octobre 2020 avec son homologue français Cédric O, elle appelle à la création d'une autorité de l'Union européenne chargée de réguler les grandes entreprises technologiques, faisant valoir qu'une telle institution devrait être en mesure d'empêcher les plateformes numériques de bloquer l'accès à leurs services « à moins qu'elles n'aient une justification objective ».
En 2020, elle est de nouveau candidate à la direction du CDA, mais termine troisième, après Hugo de Jonge et Pieter Omtzigt. En septième position sur la liste du parti pour les élections législatives de 2021, elle est réélue députée.
Le 25 septembre 2021, Mona Keijzer est démise de ses fonctions ministérielles après avoir publiquement critiqué la position du gouvernement sur les mesures concernant la pandémie de Covid-19. Ce genre d'évènement est très rare aux Pays-Bas. Le dernier membre du gouvernement à avoir été démis de ses fonctions est Jan Glastra van Loon (en), en 1975, mais on l'avait autorisé à démissionner. En réalité, aucun membre du gouvernement néerlandais n'a été officiellement démis de ses fonctions depuis la Seconde Guerre mondiale. Les médias rapportent que Mona Keijzer avait refusé de démissionner d'elle-même. Elle quitte également son mandat de députée deux jours plus tard.
Le 1er septembre 2023, Mona Keijzer rejoint le Mouvement agriculteur-citoyen (BBB). Il est annoncé qu'elle sera la candidate du parti en deuxième position pour les élections de novembre 2023, ainsi que la candidate BBB pour le poste de Premier ministre. Elle assiste son parti lors des discussions ultérieures sur la formation du cabinet. À la Chambre, Mona Keijzer est la porte-parole du BBB pour l'intérieur, les affaires numériques, la migration, les affaires sociales et les médias. Elle évoque la possibilité de déclarer certaines parties de l'Ukraine sûres alors que le pays est envahi par la Russie, afin que les réfugiés puissent revenir. Elle a également suggéré que les réfugiés devraient contribuer davantage financièrement à leur hébergement pour décourager un afflux.
Le 2 juillet 2024, elle devient ministre du Logement et de l'Aménagement du Territoire et vice-Première ministre dans le nouveau cabinet Schoof.

## Vie privée
Mona Keijzer est mariée et mère de cinq enfants.